# Egyiptomi kék

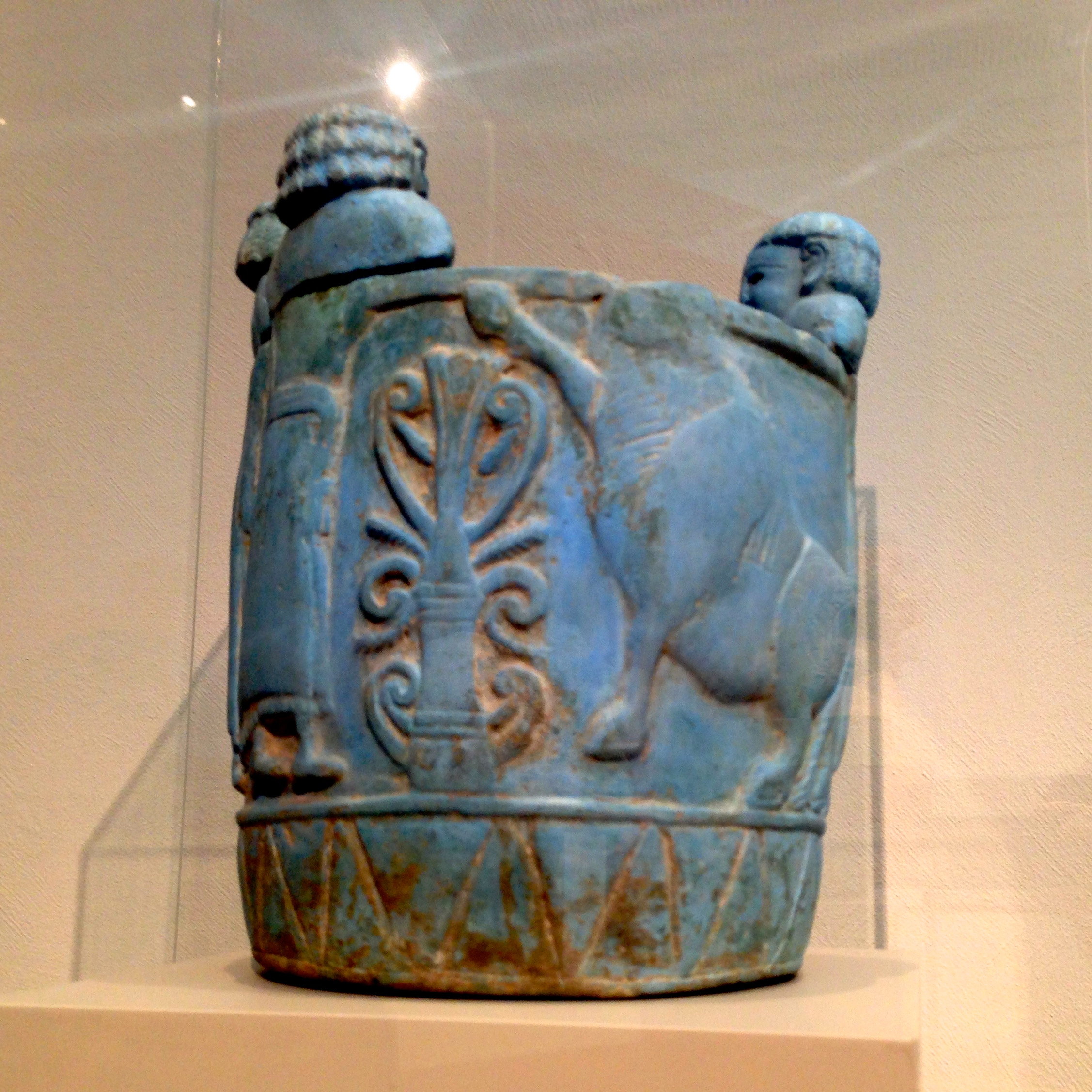
Egyiptomi kék színű edény Észak-Szíriából, i. e. 750–700 körül. Altes Museum, Berlin

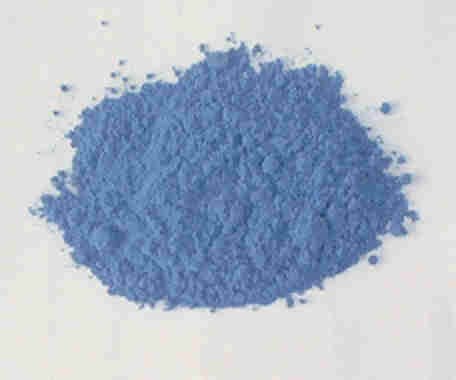
Egyiptomi kék festékpor

Az egyiptomi kék a legelső ismert kék színezőanyag, amelyet az egyiptomiak találtak fel az óbirodalom idején, és tőlük több nép is átvette. Egyesek szerint ez a legelső szintetikus pigment. Az ókori rómaiak körében, így Pompeiiben is igen divatos volt. Az újabb kori vegyészek a szín szépségét és hatását méltányolva reprodukálták az előállítást és újra használatba vették.
Vegyi összetétele: kalcium-réz-szilikát (CaCuSi4O10 vagy CaO·CuO·4SiO2).
Előállítása a következő égési reakcióval történik:
Cu2CO3(OH)2 + 8SiO2 + 2CaCO3 → 2CaCuSi4O10 + 3CO2 + H2O

### Külső hivatkozások
- Színek az ókori Egyiptomban
- Egyiptomi kék
- Ásványi alapú festékek[halott link]